# Фудбалска репрезентација Туркменистана
Фудбалска репрезентација Туркменистана (туркм. Türkmenistanyň milli futbol ýygyndysy) представља Туркменистан у међународним фудбалским такмичењима и под контролом је Фудбалског савеза Туркменистана.

## Успеси

### Светско првенство
- 1930—1990: Део  Совјетски Савез
- 1994—2022: Није се квалификовала

### АФК азијски куп
- 1956—1988: Део  Совјетски Савез
- 1988—2000: Није се квалификовала
- 2004: 12. место
- 2007—2015: Није се квалификовала
- 2019: 21. место
- 2023: Није се квалификовала